# Michael Hartnett
Michael Mathew Hartnett, OAM (nascido em 3 de junho de 1982) é um atleta paralímpico australiano que compete na modalidade basquetebol em cadeira de rodas. Conquistou a medalha de ouro nos Jogos Paralímpicos de Pequim 2008 e a de prata em Londres 2012. Foi medalhista de ouro no mundial da mesma modalidade em 2010 e 2014.

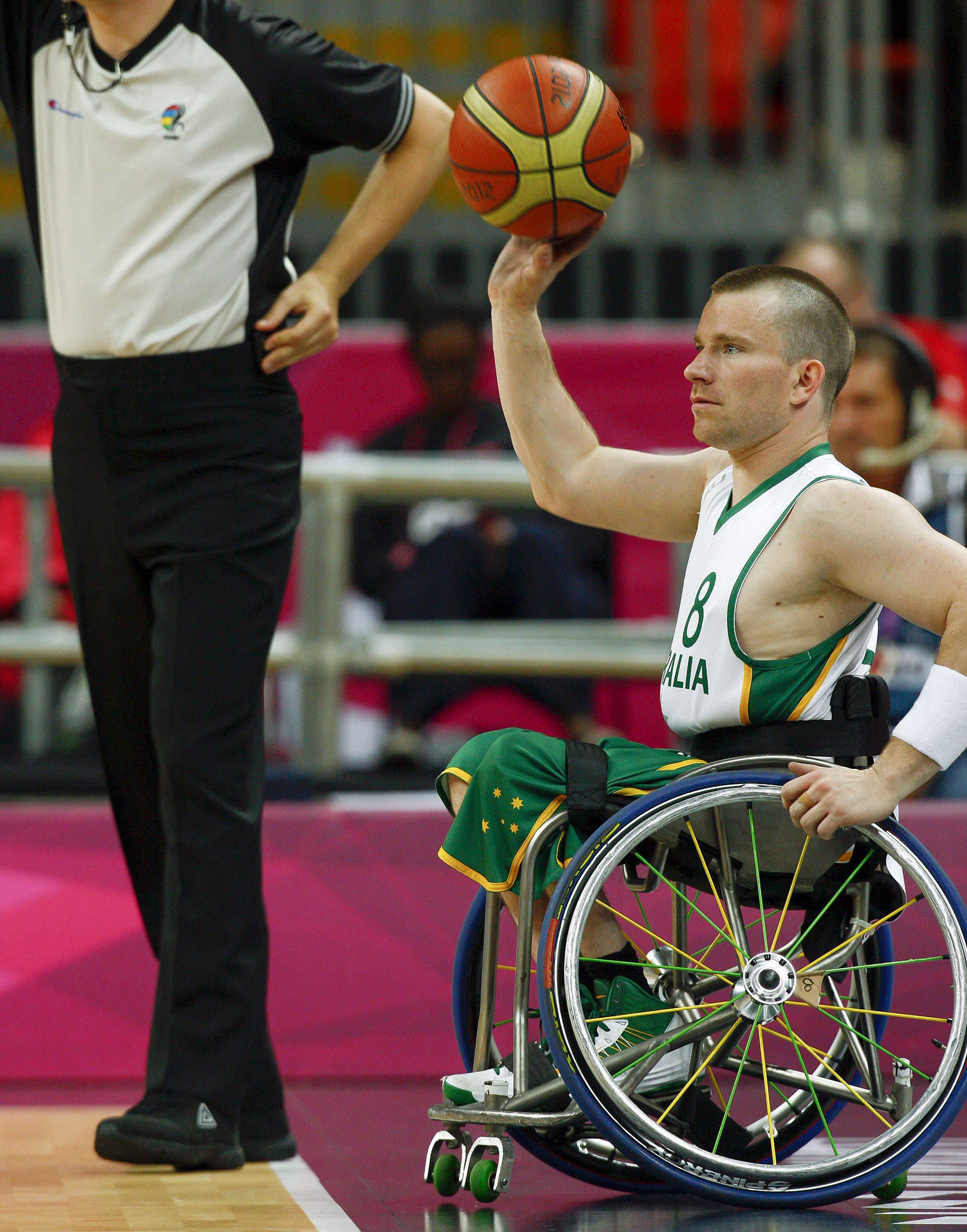
Hartnett durante os Jogos Paralímpicos de Londres 2012.